# 安堂りゅう
安堂 りゅう（あんどう りゅう）は、日本の女性声優。主にアダルトゲームに声をあてている。

## 出演作品
太字は主役・メインキャラクター。

### アダルトアニメ
- りんかん倶楽部（山中 知美）[1][2][3][4]

### アダルトゲーム

#### 2005年
- い・き・な・り・許嫁!〜姫様のお輿入れ〜（五島 まお）
- お姫様は特訓中!!2 受け継がれし性なる魔術（ユズ・アサクラ）
- 女優・菜々子「出演条件は… おまえの肢体だ」（黄桜 ののか）
- スレイブポリス みちる&美鈴（綾辻 美鈴）
- ちちくりナース24時（岡本 冬花）
- とってもハーレム（沢田 まみ）
- NYMPHOMANIA（葉山 茜）

#### 2006年
- あいえんきえん 〜柏木荘へようこそ〜（柏木 あさひ）
- あいえんきえん2 〜柏木荘で逢いましょう〜（柏木 あさひ）
- いもうとブルマ2（安西 リカ）
- 学園天獄 〜巨乳でイキまくり〜（志賀 香澄、粟國 ケイ）
- 白濁クダサイ（南 アイ）
- ピアノ 〜紅楼館の隷嬢達〜（高城 美羽）
- ひかえいっ!（上月 愛）
- 秘蜜 〜秘めたるは月の蜜〜（三村 まゆ）
- プレプリ2 〜幼馴染は同級生〜（三村 麻紀）
- 放課後2 〜白濁のレッスン〜（藤森 花梨）
- まほ☆がく 〜まほろば国際防衛学校付属学園〜（朝倉 弥生）

#### 2007年
- 汗濡れ少女 美咲「アナタのニオイでイッちゃう!」（佐藤 美咲）
- 宇宙海賊サラ（カリン・フォン・ギーレン、セシル・フォン・ギーレン）[5]
- おっぱいバカ 〜おっぱい以外は認めない!!〜（樹本 明日加、柊 雪茄）
- からふる☆エデュケーション（並木 紅音）
- 姦染2 〜淫罪都市〜（小林 裕樹）
- 蠱惑の刻（本郷 藍、月白 桜花）
- 触手少女（触手少女）
- 触区 〜学園妖触譚〜（長柄 希美）
- 性処理白濁プリンセス 〜王宮家庭教師のおしおきレッスン〜（スピカ・クレシェンド）
- Temptation Naked（美城 彩）
- 特警戦隊サイレンジャー（赤羽 紅葉）
- 必殺痴漢人（真行寺 美優、晴華）
- 南の島に降る雪（宮里 木万里）
- らくてん 〜この世の楽園?あの世の天国!?〜（豊蔵院 貴良）

#### 2008年
- 哀玩姉妹〜媚肉廻し喰い〜（最上 瑠羽）
- 妹ペット 〜repure〜（真由）
- 淫夢学園「だめ……こんなになっちゃうのは夢の中だけなの……!」（有栖川 侑子）
- 学園催眠隷奴 〜さっきまで、大嫌いだったはずなのに〜
- 今日のおかず 妹も?悪魔っ娘!?魔乳変身!余は兄上専用のマゾ乳奴隷じゃ!
- けもぱにっ!（益戸・毛・まなみ）
- 極嬢痴漢電車〜快楽絶頂ラッシュアワー〜（五代 麻里奈）
- W触区 -新・学園妖触譚-（巫月 小詠）
- 汁だく接待 おかわり三杯目〜淫惑、性感開発エステ編〜（秋沢 春菜）
- はなマルッ!2（桐嶋 光、桜花、蠱子）[6]
- 瞳の烙淫 〜淫縛の牝奴隷〜（榊原 美月）
- LILITH-IZM03 〜IFストーリー編〜（山中 知美）[7]
- 輪姦倶楽部（山中 知美）[8]
- 凛辱の城 傀儡の王（スプライツ・マイヤー）

#### 2009年
- 甘い生活（原口 理沙）
- 愛娘という名の玩具（イヴ・クォート・五藤）
- 淫妖蟲 悦 〜怪楽変化退魔録〜（四法院 夕）
- 鬼父2（牧野 棗）
- かみたま（ちゃむ）
- 最凶魔法少女アリナ（鶴見 花月）
- 性喰体育教師〜学園初出し生搾り（桐島 明日香）
- 美乳淫妹 遥「私にイヤらしいコスプレさせるなんて……この変態!」（市ノ瀬 遥）
- 魔法少女イスカ（柏木 つみき）[9]
- 満淫電車2（北大路 凜）

#### 2010年
- 悪の女幹部「この私にオシオキだと!? ふざけるなっ!」（十五夜 つきみ、ピースムーン）
- 揉乳学園・発情中（園田 麻純）
- 戦国魔姦（浅井 長政）[10]
- 先生を孕ませよう!〜ひよこの呪いで透明化する俺!?〜（海津 綾）[11]
- MISAO〜淫辱忍法伝〜（蛍火）[12]
- 魍魎の贄（春日井 千尋）
- LILITH-IZM04 〜褐色編〜（柏木 つみき）[13]
- LILITH-IZM05 〜大量射精編〜（海津 綾）[14]

#### 2011年
- 蠱蝶の夢「もう、やめて……!これ以上私の精神を穢さないで……!」（エル）
- JKと淫行教師SP〜渡る世間はエロ教師ばかり〜（三角 咲葉）[15]
- VenusBlood -ABYSS-（ルキナ・ヴェルベッド＝グリザーニ）[16]
- 魔法少女アルテリオン〜愛悦に溺れる姉弟〜（神尾 キズナ）[17]
- 美乳kiss姉 理美「弟のクセに逆らうなんて……ナマイキよ」（辰川 冬夏）[18]

#### 2012年
- VenusBlood -FRONTIER-（オーディン）[19]
- 沈黙の女学園 〜阿鼻叫喚の肉欲の宴は終わりを見せるのか〜（神守 琴音）[20]

#### 2013年
- 嬲ラレ姉妹 〜強制コスプレ調教日誌〜（御堂 麻知）[21]
- これでもか! 変態フェラチオづくし（スピカ・クレシェンド、最上 瑠羽）
- おねだりしなさいお兄様「妹にどうやっていじめられたいの?」（城戸 夏陽）
- 催眠術3（宮原 鈴）
- よみエッチ! ～本好きで妄想系な先輩と、男好きで小悪魔系な先生、でもって僕～（香椎 満里奈）

#### 2014年
- 満淫電車2 インモラルエディション（北大路 凛）
- メイクMeラバー（ティーニャ・カミイズミ）
- 女子のおしっこいじめ ～女子便くんといわれたボクの6年間～（真美）
- カスタムレイドV SE リメイク版（Mボディ/ヒロイン）
- VenusBlood -HYPNO-（ツバキ、ロイ）

#### 2016年
- HD版・哀玩姉妹 ～媚肉廻し喰い～（最上 瑠羽）

#### 2017年
- VenusBlood -BRAVE-（ウズメ＝アマクニ）

#### 2018年
- VenusBlood:Lagoon（エル＝メディーナ）

#### 2019年
- VenusBlood FRONTIER International（オーディン）

#### 2020年
- 創神のアルスマグナ（フレン）
- VenusBlood AfterDays Episode:6 後宮の絶対神（オーディン）
- VenusBlood DarkChronicle Episode:2 混沌に堕ちる母娘神（オーディン）